# Hotel Fremont (Los Ángeles)
El Hotel Fremont era un hotel en el suburbio de Bunker Hill en el centro de Los Ángeles (Estados Unidos). Situado en 401 South Olive Street en la esquina suroeste de las calles Fourth y Olive, el hotel abrió sus puertas en septiembre de 1902 el Día de Admisión de California y cerró en la década de 1940. El hotel fue demolido en 1955.

## Historia
El hotel, ubicado en el suburbio de Bunker Hill, fue construido y diseñado por el arquitecto John C. Austin y desarrollado por Thomas Pascoe . Los planes para construir el hotel se desarrollaron en noviembre de 1901 e inicialmente enfrentaron la resistencia del establecimiento vecino de Olive Street School. Fue diseñado por el arquitecto en el estilo de la Misión y tenía unas 100 habitaciones. Se inauguró el 9 de septiembre de 1902 y recibió su nombre de John C. Frémont . Cuando se construyó recientemente, se anunció como "el hotel familiar más nuevo y elegantemente decorado de Los Ángeles". El hotel también celebró cenas en homenaje a Frémont. La viuda de Frémont, Jessie, fue la primera invitada registrada. También diseñó y ejecutó el escudo del hotel. El lema de Frémont, "La vigilancia eterna es el precio de la seguridad", se adoptó como el lema del hotel del hotel, parafraseado en "La vigilancia eterna es el precio del éxito en el negocio hotelero". El 21 de enero de 1903, el hotel fue sede del banquete organizado en honor de John Freemont, (de quien se nombró al hotel) el constructor de Los Ángeles desde las áridas tierras desérticas.
En 1913, bajo el entonces propietario del hotel, el coronel Richard A von Falkenberg, estaba en pérdidas y se informó de su desaparición probablemente para evitar a los acreedores. Los Angeles Times informó que el dueño del hotel Falkenberg y su esposa habían desaparecido debido a "una situación financiera precaria", lo explicó como un caso de nerviosismo y que se había ido a Ventura a descansar. También se reportaron desde el hotel varios robos y desfalcos. El 13 de febrero de 1913, a Mary Jauch, entonces propietaria del hotel, le robaron joyas por valor de 8.300 dólares.
El hotel aparece brevemente en el fondo cerca del final de la película debut de Charlie Chaplin de 1914, Making a Living, durante una escena de pelea en la carretera. El Fremont Hotel también se muestra dos veces en la película de cine negro de 1950 Backfire, protagonizada por Gordon MacRae y Virginia Mayo. George F. Fellows fue arrestado en su habitación en marzo de 1927 por transmitir en la radio. Aunque se anunciaba a sí mismo como "[el] hotel familiar más nuevo y elegantemente decorado de Los Ángeles", en 1948, el hotel era un establecimiento en ruinas y mal mantenido. El hotel fue demolido en 1955 por la Agencia de Reurbanización Comunitaria, y lo que quedó fue solo el muro de contención junto a la Escuela Pública de Olive.

## Arquitectura y equipamiento
La estructura estilo Misión de seis pisos se construyó con ladrillo, listones de acero y cemento, y su planta tiene forma de L. Las grandes ventanas cuadradas del oeste tenían vistas al océano y al jardín, mientras que las del norte, este y sur tenían vistas a la ciudad y las montañas. Por su eminencia topográfica sobre Bunker Hill, era el único hotel de la ciudad donde todas las habitaciones daban al sol.
El edificio se calentó con vapor en todas partes. Los amplios salones estaban equipados con grandes ventanales y salidas de incendios. Las opciones de habitaciones eran sencillas o suites, y estaban equipadas con baño privado, armarios, luz eléctrica, gas y teléfono. La planta baja contenía la oficina de administración, la sala de billar y las salas de escritura. El comedor presentaba ventanas a cada lado. En el primer piso se encontraban un salón de damas y salas de recepciones, que incorporaban una terraza que daba al parque.